# ماساشي إبارا
ماساشي إبارا (江原正士 إبارا ماساشي) هو ممثل ياباني ولد في 4 مايو 1953 في كاناغاوا.

## أدواره في الأنمي

### مسلسلات أنمي تلفزيونية
- سابق و لاحق - دكتور عاقل
- EAT-MAN - بولت كرانك
- MADLAX - فرايداي منداي
- ناروتو - مايت غاي
- ناروتو شيبودن - مايت غاي، مايت داي
- روك لي وأصدقائه النينجا - مايت غاي
- شاكوغان نو شانا - ألاستور
- شاكوغان نو شانا II - ألاستور
- شاكوغان نو شانا III(فاينل) - ألاستور
- بوسو رينكين - كابتن برافو
- خيميائي الفولاذ - هوينهايم المنير
- ذا سول تيكر - ريتشارد فنسنت
- روبن هود: السهم الناري - اللورد ألواين
- غاد غارد - جاك برونو
- شامان كينج - تاو إين
- بيسميكر كوروغاني - ساكاموتو ريوما
- يو يو هاكوشو - يومي
- المقيم الأبدي - كوروي ساباتو
- لاف هينا - والد شينوبو هايهارا
- إيرغو بروكسي - إم سي كيو
- كاوبوي بيبوب - أندي
- هاكابا كيتارو - جوني من أعماق الضباب
- ماستر كيتون - روبرت فندرز
- كيكايشي - كويا
- إينيشال دي Fourth Stage - توشيا جوشيما
- دورارارا!! - مستر K
- هيوغيمونو - هاشيبا هيديوشي/تويوتومي هيديوشي
- آوتلو ستار - جوكاي
- ماغي: The Kingdom of Magic - شامبال راما
- نيسيكوي - والد تشيتوغي كيريساكي
- كاراكوري كيدن هيو سنكي - موغن
- سورد آرت أونلاين - غودفري
- بوكيمون - بونتشو
- بوبتيبيبيك - بوبوكو (الحلقة 1A)

### أوفا أنمي
- دوت هاك ليميناليتي - جونيتشيرو توكوؤوكا
- لوحة كوزيت - مارسيلو أورلاندو
- شاكوغان نو شانا S - ألاستور

### أفلام أنمي
- فيلم شاكوغان نو شانا - ألاستور
- فيلم بليتش: ميموريز أوف نوبودي - غانريو
- ناروتو شيبودن: الفيلم - مايت غاي
- سلسلة أفلام كيزومونوغاتاري
  - كيزومونوغاتاري الفصل الثاني: نيكّيتسو - دراماتورجي
- بوكيمون هيروز: لاتيوس و لاتياس - لاتيوس
- أوسامو تيزوكا: متروبوليس - هاميغ

## أدواره في ألعاب الفيديو
- فاينل فانتسي 13 - ساز كاتزروي
- Sonic and the Secret Rings - إيريزر جن
- تيلز أوف إيتيرنيا - ماكس
- مغامرة جوجو الغريبة: أول ستار باتل - محمد أفدول
- ناروتو: باورفل شيبودن - مايت غاي
- ناروتو شيبودن: ألتيميت نينجا ستورم ريفولوشن - مايت غاي
- ناروتو شيبودن: ألتيميت نينجا ستورم 4 - مايت غاي

## أدواره في الدبلجة اليابانية
- آيرون مان - توني ستارك/آيرون مان
- فيلم عائلة سيمبسون - توم هانكس
- وال-إي - أوتو
- سلسلة أفلام هاري بوتر
  - هاري بوتر وحجر الفيلسوف - لورد فولدمورت
  - هاري بوتر وكأس النار - لورد فولدمورت
  - هاري بوتر وجماعة العنقاء - لورد فولدمورت
  - هاري بوتر والأمير الهجين - لورد فولدمورت
  - هاري بوتر ومقدسات الموت – الجزء 1 - لورد فولدمورت
  - هاري بوتر ومقدسات الموت – الجزء 2 - لورد فولدمورت
- باتمان - مات هيغن/كلايفيس
- باتمان: الجرأة و الشجاعة - أكوامان
- إكس-من - وولفرين
- المتحولون - سبايك ويتويكي (الراشد), آيرونهايد، راتشيت, تيليتران 1, سكايوارب، براول, شرابنيل، السير وايغند، سيسبراي, غريغوري سوفورد، ديد إند، تورك 3
- المتحولون: الفيلم - سبايك ويتويكي، راتشيت
- الفرقة م7 - جاي
- سبيس جام - سيلفستر
- عرض لوني تونز - سيلفستر
- شيفرة دا فينشي - روبرت لانغدون
- ملائكة وشياطين - روبرت لانغدون
- الخلاص من شاوشانك - هايوود
- أنا أسطورة - روبرت نيفيل
- إيت براي لوف - فيليب
- ذا ترمينال - فيكتور نافورسكي
- أمسكني لو استطعت - كارل هنراتي
- طريق إلى الهلاك - مايكل سوليفان الأب
- فورست غامب - فورست غامب
- الضاحكون - سكويت
- البرق - هنري آلن

## وصلات خارجية
- ماساشي إبارا على موقع IMDb (الإنجليزية)
- ماساشي إبارا على موقع ميوزك برينز (الإنجليزية)
- ماساشي إبارا على موقع قاعدة بيانات الفيلم (الإنجليزية)
- ماساشي إبارا على موقع ANN person (الإنجليزية)